# Art Official Age
Az Art Official Age Prince harminchetedik stúdióalbuma, amely 2014. szeptember 26-án jelent meg. Az 1995-ös The Gold Experience óta először adott ki Prince albumot a Warner Bros. Records-szal.
Prince ezzel egyidőben adta ki a Plectrumelectrum albumot, amelyet a 3rdeyegirl együttesével adott ki.

## Kereskedelmi teljesítménye
Az Art Official Age ötödik helyen debütált a Billboard 200-on és 51 ezer példány kelt el belőle az első héten. A második héten visszaesett 22. helyre 15 ezer eladással.

## Számlista
Az összes dal szerzője Prince. 
| 1.    | Art Official Cage (Dán vokálok: Ida Kristine Nielsen) | 3:41 |
| 2.    | Clouds (Lianne La Havas-szal)                         | 4:34 |
| 3.    | Breakdown                                             | 4:04 |
| 4.    | The Gold Standard                                     | 5:53 |
| 5.    | U Know                                                | 3:56 |
| 6.    | Breakfast Can Wait                                    | 3:54 |
| 7.    | This Could Be Us                                      | 5:12 |
| 8.    | What It Feels Like (Andy Alloval)                     | 3:53 |
| 9.    | affirmation I & II (Lianne La Havas-szal)             | 0:40 |
| 10.   | Way Back Home (Delilahval)                            | 3:05 |
| 11.   | Funknroll                                             | 4:08 |
| 12.   | Time (Andy Alloval)                                   | 6:49 |
| 13.   | affirmation III (Lianne La Havas-szal)                | 3:28 |
| 53:16 |                                                       |      |

## Slágerlisták
| Slágerlista (2014)                     | Legamagasabb pozíció |
| -------------------------------------- | -------------------- |
| Ausztrál Albumok (ARIA)                | 15                   |
| Belga Albumok (Ultratop Flanders)      | 8                    |
| Belga Albumok (Ultratop Wallonia)      | 18                   |
| Kanadai Albumok (Billboard)            | 21                   |
| Dán Albumok (Hitlisten)                | 3                    |
| Holland Albumok (Album Top 100)        | 4                    |
| Finn Albumok (Suomen virallinen lista) | 20                   |
| Francia Albumok (SNEP)                 | 6                    |
| Magyar Albumok (MAHASZ)                | 3                    |
| Olasz Albumok (FIMI)                   | 9                    |
| Japán (Billboard Japan 200)            | 16                   |
| Japán (Oricon Album Chart)             | 6                    |
| Új-zélandi Albumok (RMNZ)              | 17                   |
| Norvég Albumok (VG-lista)              | 2                    |
| Skót Albumok (OCC)                     | 9                    |
| Svéd Albumok (Sverigetopplistan)       | 9                    |
| UK Albums (OCC)                        | 8                    |
| UK R&B Albums (OCC)                    | 1                    |
| US Billboard 200                       | 5                    |
| US Top R&B/Hip-Hop Albums (Billboard)  | 1                    |

| Év   | Slágerlista                           | Pozíció |
| ---- | ------------------------------------- | ------- |
| 2014 | Belgian Albums (Ultratop Flanders)    | 147     |
| 2014 | US Top R&B/Hip-Hop Albums (Billboard) | 41      |
| 2015 | US Top R&B/Hip-Hop Albums (Billboard) | 87      |